# 松政县
松政县（1960年2月1日－1962年8月1日、1970年7月1日－1975年3月15日），中国福建省旧县名。
1960年2月1日，松溪县和政和县合并为松政县，县治为原松溪县城关，隶属于福安专区。1962年8月1日，松政县撤销，恢复松溪县、政和县建制。1970年7月1日，政和县与松溪县再次合并为松政县，隶属于建阳地区。1975年3月15日，松政县再次撤销，恢复松溪县、政和县建制。